# 恐喝の街
『恐喝の街』（きょうかつのまち、原題：Chicago Deadline）は1949年のアメリカ合衆国の映画。出演はアラン・ラッドなど。
1966年にNBCで『死んだ女の住所録』というテレビ映画としてリメイクされた。

## キャスト
※括弧内は日本語吹替（初回放送1969年11月5日 東京12チャンネル 午後9:30-10:56 『名画劇場』）
- エド・アダムス：アラン・ラッド（中田浩二）
- ロジータ：ドナ・リード（二階堂有希子）
- トミー：アーサー・ケネディ（納谷六朗）
- レオナ：ジューン・ハボック（北見順子）
- ベル：アイリーン・ハーベイ（江家礼子）
- テンプル社長：ギャビン・ミューア（中村正）
- フランキー：シェパード・ストラドウィック（原田一夫）
- ウェルマン：ベリー・クルーガー（飯塚昭三）
- ポール：ジョン・ビール（野田圭一）
- ハワード社長：トム・パワーズ（北村弘一）
- ピグ：ティブ・ウィルロック（矢田耕司）
- バト：ポール・リー（野田圭一）
  - その他声の出演：富田耕生、川路夏子、国坂伸、安田隆、中島喜美栄、津田延代

## スタッフ
- 監督：ルイス・アレン
- 製作：ロバート・フェローズ
- 脚本：ウォーレン・B・ダフ
- 撮影：ジョン・F・サイツ
- 編集：ルロイ・ストーン
- 音楽：ヴィクター・ヤング
- 原作：ティファニー・セイヤー